# Placorhynchus octaculeatus
Placorhynchus octaculeatus is een platworm (Platyhelminthes). De worm is tweeslachtig. De soort leeft in het zoute water.
Het geslacht Placorhynchus, waarin de platworm wordt geplaatst, wordt tot de familie Placorhynchidae gerekend. De wetenschappelijke naam van de soort werd voor het eerst geldig gepubliceerd in 1931 door Karling.